# Трубчева
Трубчева — деревня в Болховском районе Орловской области. Входит в состав Новосинецкого сельского поселения. Население — 60 чел. (2010).

## География
Деревня находится в северной части Орловской области, в лесостепной зоне, в пределах центральной части Среднерусской возвышенности. Расположена на берегу реки Березуйка рядом с посёлком Кривой Хутор.
Уличная сеть представлена одним объектом: Центральная улица.
Географическое положение: в 15 километрах от районного центра — города Болхов, в 40 километрах от областного центра — города Орёл и в 288 километрах от столицы — Москвы.
Часовой пояс
Деревня Трубчева, как и вся Орловская область, находится в часовой зоне МСК (московское время). Смещение применяемого времени относительно UTC составляет +3:00.
Климат близок к умеренно-холодному, количество осадков является значительным, с осадками даже в засушливый месяц. Среднегодовая норма осадков — 627 мм. Среднегодовая температура воздуха в Болховском районе — 5,1 °C.

## Население
Проживают (на 2017—2018 гг.) 67 жителей, 11 чел. — до 7 лет, 10 чел. — от 7 до 18 лет, 17 чел. — от 18 до 30 лет, 18 чел. — от 30 до 50 лет, 5 чел. — от 50 до 60 лет и 6 чел. — старше 60 лет.
| 2010 |
| ---- |
| 60   |

Гендерный состав
По данным Всероссийской переписи населения 2010 года в гендерной структуре населения мужчины составляют 45% (27 чел.), женщины — 55% (33 чел.).

## Инфраструктура
Нет данных.

## Транспорт
Через деревню проходит автодорога Р-92.